# Sad Movies (Make Me Cry)
"Sad Movies (Make Me Cry)" (Chuyện phim buồn - Làm tôi khóc) là một bài hát nhạc pop năm 1961 được ca sĩ người Mỹ Sue Thompson thể hiện. Tác giả của bài hát là John D. Loudermilk. Phiên bản tiếng Việt mang tựa đề "Chuyện phim buồn".

## Nguyên bản
Nội dung bái hát nói về chuyện một cô gái đi xem phim nhưng lại tình cờ thấy người yêu của mình đang tình tự với người khác, nên buốn và khóc, nhưng khi về nhà lại nói dối mẹ là khóc chỉ vì xem một phim buồn.
Ra mắt công chúng lần đầu như một đĩa đơn vào năm 1961, "Sad Movies (Make Me Cry)" là bài hát đầu tiên của Thompson lọt vào bảng xếp hạng Billboard Hot 100, và nó đạt vị trí cao nhất là vị trí #5 vào tháng 10. Bài hát còn đứng đầu bảng xếp hạng Easy Listening Billboard ("nhạc dễ nghe", trở thành bài hát thứ hai do một nữ ca sĩ thể hiện (sau bài Together của Connie Francis). Ở Úc, bài hát giành vị trí #6 trong Kent Music Report, trong khi ở Anh quốc, nó vươn đến vị trí #46 trong UK Singles Chart.
Mặc dù đã hơn 30 tuổi khi thu âm "Sad Movies", phong cách hát và giọng hát trẻ trung của cô đã có ảnh hưởng đến nhiều ca sĩ của "thế hệ Baby Boom" . Loudermilk thấy muốn viết bài hát này sau khi người bạn gái của ông đi xem bộ phim năm 1960 Spartacus: "Khi bộ phim kết thúc, người ta bật đèn lên, cả phòng chiếu im lặng. Người bạn của tôi giàn giụa nước mắt và nói "phim buồn làm em khóc".".

## Những phiên bản khác
The Lennon Sisters cũng cho thu đĩa một phiên bản của "Sad Movies" năm 1961 và đĩa này đã giành vị trí #56 trong Billboard Hot 100 và vị trí #13 trong bảng xếp hạng Easy Listening . Các nghệ sĩ khác từng thể hiện lại bài hát bao gồm: ca sĩ nhạc pop người Anh Carol Deene (và bài hát của chị đã giành vị trí #44 trong UK Singles Chart cùng lúc Thompson thu đĩa), ca sĩ nhạc pop người Pháp Sylvie Vartan (bài hát có tên tiếng Pháp là "Quand le film est triste") và ban nhạc disco của Đức Boney M..